# Isóbaro
Isóbaros são átomos de diferentes elementos químicos e, portanto, de diferentes números atômicos, que apresentam o mesmo número de massa.

## Elementos isóbaros
Alguns elementos isóbaros são:
- 6C14 (A=14 e Z=6) e 7N14 (A=14 e Z=7)
- 18Ar40 (A=40 e Z=18) e 20Ca40 (A=40 e Z=20)

A propriedade de dois ou mais elementos apresentarem o mesmo número de massa é denominada "isobaria".
Observa-se que mesmo os isóbaros apresentando o mesmo número de massa, isso não significa que apresentem exatamente a mesma massa atómica.